# Parametrodes aurantiacata
Parametrodes aurantiacata är en fjärilsart som beskrevs av W. Warren 1899. Parametrodes aurantiacata ingår i släktet Parametrodes och familjen mätare. Inga underarter finns listade i Catalogue of Life.